# ヴァルキリーコネクト
ヴァルキリーコネクトは、エイチームによって開発、運営されているスマートフォン・タブレット向けオンラインコンピュータRPG。ヴァルコネの略称でも呼ばれる。
基本プレイは無料で、ゲーム内アイテムを有料で購入できるフリーミアムモデル。

## あらすじ
はるか昔、ユグドラシルの守護の元、多くの種族が共存していたが、そのバランスが崩れかかっていた。
ルーン術者である主人公は、戦乙女の導きを受け、そのバランスを戻すための旅を始めた。

## システム

### バトル
基本的にはオートバトル。
1ユニットにつき、キャラクターは5人まで編成が可能である。
本作にはリミットバーストという機能があり、同じリミットバーストを持つキャラクター同士を編成させると、連携技を繰り出すことができる。
また、「コネクトバトル」というレイドバトルモードがあり、最大3人のプレイヤーが参加することができる。プレイヤーは途中で入れ替わることもできるが、クエスト中の撤退はリタイア扱いされる。

### キャラクター育成
本作におけるキャラクターのレベルアップは経験値によるものではなく、ゲーム報酬であるマナの消費によって行われる。

## 登場キャラクター

### メインキャラクター
ロキ
声：下野紘
妖精界アルフヘイムに住む神族の青年。
気まぐれな性格で、善悪よりも面白さで判断している。
フレイヤ
声：沢城みゆき
美と豊穣をつかさどる女神で、天界に住んでいる。
グルヴェイグ
声：沢城みゆき
フレイヤと酷似した姿を持つ魔女で、妖艶な魔術を使う。
ベルタ
声：井上麻里奈
エルフの狩人。巨人族との戦いで兄を失っており、オーディンが優秀な魂を蘇らせるという伝説を信じている。
フェイラン
声：長久友紀
人間界の格闘家で、俊敏性を持ち味とする。
ある理由で賞金稼ぎをしているが、算数は苦手である。
イズン
声：相沢舞
天界にある黄金のリンゴを管理していた女神。
マーニ
声：野中藍
月の運行を使命とする女神。
仕事はほとんどせず、寝てばかりいる。
姉にソールという太陽の運行を使命とする女神がいる。

### サブキャラクター

#### アースガルドの神々
スクルド
声：斎藤千和
戦乙女の一人で、未来をつかさどる。ラグナロクを阻止するべく、ルーンの使い手を探していた。
オーディン
声：小野大輔
全能神。世界の始まりの秘密を知る唯一の存在。
ヘル
声：坂本真綾
冥界ヘルヘイムの支配者。血といった赤いものが苦手。
トール
声：関智一
神槌ミョルニルを操る雷神。酒と戦いを好む一方、女性は苦手。

#### 目覚めし変革者たち
ソティラシア
声：大橋彩香
世界樹に封印されていた人間界の少女。記憶を操る能力を持つが、争いごとは嫌い。
サングリズル
声：早見沙織
堕天したヴァルキリー。武闘派で、とにかく負けることが嫌い。
ベルゲルミル
声：森久保祥太郎
元は巨人族の王のウートガルザに使えていた。冷静沈着な性格。
エリネージュ
声：原由実
雪深き団の元女王で、心優しい性格。氷や雪の魔法を操り、政治手腕にも長けている。

#### かつて神と争った巨人族
ユミル
声：藩めぐみ
はじまりと少年と呼ばれる少年。淋しがり屋。
スカジ
声：庄司宇芽香
霜の巨人族の一人。目的のためには手段を選ばない。
アングルボザ
声：大空直美
巨人族の血を引く魔女。火を用いた魔法の使い手。
フルングニル
声：成瀬誠
石の巨人族で怪力の持ち主。

## 開発
本作のプロジェクトリーダー、T.O.はエイチームの社内インタビューの中で、日本人が好きな質の高いファンタジーを再現するという目的で本作を開発したと述べた。
また、T.O.はユーザーが気軽に楽しみ世界観に浸れるようにするために操作を簡単にし、開発当時は一般的ではなかったオートバトル機能を導入したと述べている。

## 反響
本作は、サービス開始から間もない2016年6月23日のApp Storeトップセールスで4位にランクインした。

### 評価
田中一広はGamerに寄せた記事の中でバトルの高度な演出とテンポの良さを評した
また、田中は世界観・キャラクターの設定に、原典となる北欧神話そのものの設定がしっかり活かされていることも評価し、北欧神話に興味のあるRPGファンに薦めたいと述べた。

## その他
2017年9月13日から10月4日まで、テレビアニメ『進撃の巨人』とのコラボレーションイベントも開催され、同作品の「エレン」や「リヴァイ」などの人気キャラクターも『ヴァルコネ』に登場した。